# Marjaniwka (Kamjanske, Schowti Wody)
Marjaniwka (ukrainisch Мар'янівка; russisch Марьяновка Marjanowka) ist ein Dorf im Westen der ukrainischen Oblast Dnipropetrowsk im Rajon Pjatychatky mit 730 Einwohnern (2012).
Das Dorf wurde im späten 18. Jahrhundert oder im frühen 19. Jahrhundert gegründet. Es liegt im Westen des Rajon Pjatychatky am linken Ufer der Schowta 3 km südlich der Stadt Schowti Wody und 25 km südwestlich des Rajonzentrums Pjatychatky, in dem auch der nächste Personenbahnhof liegt.
Die demographische Entwicklung des Dorfes ist negativ. Während bei der Volkszählung 2001 noch 1016 Einwohner gezählt wurden, sank die Bevölkerung bis 2008 auf 775 und bis 2012 auf nur noch 730 Bewohner.
In zunehmendem Maße beklagt sich die Bevölkerung des Ortes über Folgen der Umweltverschmutzung in ihrem Dorf.

## Gemeindegliederung
Marjaniwka grenzt im Westen an den zur Oblast Kirowohrad gehörenden Rajon Oleksandrija, im Nordwesten an die Stadt Schowti Wody und im Südosten an die zum Rajon Krywyj Rih gehörende Gemeinde Tscherwone.
Am 12. Juni 2020 wurde das Dorf ein Teil der neugegründeten Stadtgemeinde Schowti Wody, bis dahin bildete es zusammen mit dem Dorf Wolotschajiwka (ukrainisch Волочаївка) die gleichnamige Landratsgemeinde Marjaniwka (Мар'янівська сільська рада/Marjaniwska silska rada) im Westen des Rajons Pjatychatky.
Am 17. Juli 2020 kam es im Zuge einer großen Rajonsreform zum Anschluss des Rajonsgebietes an den Rajon Kamjanske.